# WWE Divas Championship
WWE Divas Championship là 1 danh hiệu chỉ dành cho nữ giới của thương hiệu WWE.

## Sự hình thành
Với việc mở rộng thương hiệu WWE đầu tiên, đội biên kịch của WWE giao nhân viên của mình đến các chương trình truyền hình và các công ty du lịch khác nhau, vào năm 2002, giải vô địch nữ WWE ban đầu phải được thông báo quảng bá trên cả hai show Raw và Smackdowm. Tuy nhiên trong khoảng thời gian cùng năm, nó đã trở thành độc quyền thuộc mảng Raw. Chỉ có superstar nữ thuộc mảng Raw mới có quyền tranh đấu. [2] Tuy nhiên, trên một vài trường hợp các quy định đã được bỏ qua với Melina, Ashley, Torrie Wilson, và Nidia thách thức cho danh hiệu trong khi trên SmackDown, nhưng không ai thành công. [3] [4]
Maryse là WWE Divas Champion trong năm 2009.
Kết quả là, WWE tạo WWE Divas Championship và giới thiệu nó vào 06 tháng 6 năm 2008 ở show SmackDown, sau đó SmackDown General Manager Vickie Guerrero công bố việc tạo ra danh hiệu. [5] Ngày 06 Tháng Sáu và ngày 04 tháng 7, phiên bản của SmackDown, Natalya và Michelle McCool thắng tương ứng trận đấu Golden Dreams của họ (cũng hút sự tham gia Maryse, Victoria, Kelly Kelly, Cherry và Layla) để đủ điều kiện cho các trận Divas Championship. [6] [7] Tại The Great American Bash, McCool đánh bại Natalya để trở thành tân vô địch. [8] Sau đó Maryse đã giành danh hiệu từ McCool trong tháng 12 năm 2008, cô bị trật khớp xương bánh chè của mình tại một sự kiện trực tiếp vào cuối tháng đó. Tương tự như cách Trish Stratus giữ chức vô địch của phụ nữ khi cô phải nghỉ thi đấu một đĩa đệm thoát vị vào năm 2005, [9] Maryse đã có thể giữ cho các tiêu đề Divas khi cô trở lại vào cuối tháng 1 năm 2009. Là một phần của kịch bản WWE năm 2009, sau đó Divas Champion Maryse là một trong những người soạn thảo để Raw brand, trong quá trình làm cho chức vô địch dành riêng cho Raw. [10]
Trên 04 tháng 1 năm 2010 WWE bỏ trống danh hiệu sau khi Divas Champion đương kim Melina bị chấn thương. Một giải đấu đã được bắt đầu hai tuần sau trong Raw, nơi cựu Divas Champion Maryse đủ điều kiện trên Brie Bella, Alicia Fox đủ điều kiện hơn Kelly Kelly, Eve Torres đủ điều kiện trên Katie Lea Burchill và Gail Kim đủ điều kiện trước cựu Divas Champion Jillian Hall. Trong trận bán kết, Maryse đánh bại Eve Torres, và Gail Kim đánh bại Alicia Fox. Vào ngày 22, ở show Raw, Maryse đánh bại Gail Kim và bắt đầu triều đại Divas Championship thứ hai của mình, khiến cô trở thành người đầu tiên nắm giữ danh hiệu trên nhiều hơn một lần. Vào ngày 30 Tháng Tám, thông báo trong show Raw rằng Championship Divas sẽ được thống nhất với giải vô địch nữ WWE ở một trận đấu tại Night of Champions. Và với đó, cả hai danh hiệu (gọi tắt là các Divas Championship WWE Unified) sẽ hợp nhất lại ở WWE và nhà vô địch có thể xuất hiện trên cả hai show Smackdown và Raw.
Vào ngày 06 tháng 04 năm 2014, AJ Lee trở thành Diva đầu tiên bảo vệ chức vô địch Divas tại WrestleMania XXX.
Với sự hậu thuẫn của Cena, WWE đã xây dựng một hình ảnh không thể tuyệt vời hơn cho Nikki Bella, Divas Champion có thời gian giữ đai vô địch lâu nhất lịch sự danh hiệu. Triều đại của Bella bị chấm dứt bởi Charlotte, con gà đẻ trứng vàng thế hệ mới của WWE. 
Danh hiệu Divas Champion bị khai tử vào   WrestleMania 32. Các danh xưng đô vật nữ được đổi thành “superstar”, thể hiện quyền bình đẳng trong ngành công nghiệp đô vật của công ty WWE. Danh xưng Diva chính thức bị cho vào lãng quên.